# Zhang Junzhao
Zhang Junzhao (Henan, 1 de outubro de 1952 – Dalian, 9 de junho de 2018) foi um diretor de cinema e roteirista chinês, famoso sobretudo na década de 1980.

## Morte
Devido a problemas de saúde, Zhang fez poucos filmes, em sua vida posterior. Seu último trabalho foi o de 2002, na televisão na categoria de drama Linglong Menina (玲珑女). Em 9 de junho de 2018, Zhang morreu em Dalian, Liaoning, aos 65 anos.